# 假巴戟
假巴戟（学名：Morinda shuanghuaensis）为茜草科巴戟天属下的一个种。

## 扩展阅读
- 維基物種上的相關：假巴戟